# Шевченко, Иван Маркович
Ива́н Ма́ркович Шевче́нко (7 июля 1924, Лавровка, Екатеринославская губерния — 8 января 2006, Кривой Рог, Днепропетровская область) — гвардии сержант Красной армии, участник Великой Отечественной войны, Герой Советского Союза (1945). Командир отделения 173-го гвардейского стрелкового полка (58-я гвардейская Красноградская Краснознамённая стрелковая дивизия 34-го гвардейского стрелкового корпуса 5-й гвардейской армии 1-го Украинского фронта).

## Биография
Родился 7 июля 1924 года в селе Лавровка Долинского района (ныне в Кировоградской области) в семье крестьянина. Украинец. Окончил 9 классов.
С апреля 1944 года в Красной армии, воевал на 3-м и 1-м Украинских фронтах, принимал участие в освобождении Правобережной Украины, Польши, Чехословакии.
19 января 1945 года в ходе Сандомирско-Силезской операции, в боях за Боронув (ныне Люблинецкий повят Силезского воеводства, Польша) отделение Шевченко уничтожило до 40 солдат противника, чем обеспечило выполнение боевой задачи. Через 5 дней, 24 января переправился через реку Одер северо-западнее города Оппельн (ныне Ополе, Польша) в числе первых со своим отделением и удерживал плацдарм, способствуя успешной переправе подкрепления.
За эти успешные действия командиром 173-го гвардейского стрелкового полка полковником Кащеевым 26 января 1945 года И. М. Шевченко был представлен к званию Героя Советского Союза, и указом Президиума Верховного Совета СССР от 27 июня 1945 года «за образцовое выполнение боевых заданий командования на фронте борьбы с немецкими захватчиками и проявленные при этом отвагу и геройство» гвардии сержанту Шевченко Ивану Марковичу присвоено звание Героя Советского Союза с вручением ордена Ленина и медали «Золотая Звезда».
В 1949 году демобилизован, жил в городе Кривой Рог Днепропетровской области. Работал контролёром отдела технического контроля на шахте, начальником снабжения треста «Жилстрой», электриком Южного горно-обогатительного комбината. Избирался депутатом Криворожского городского совета депутатов трудящихся нескольких созывов.
Умер 8 января 2006 года в Кривом Роге, где похоронен на Центральном кладбище.

## Награды
- медаль «Золотая Звезда» (27.06.1945);
- орден Ленина (27.06.1945);
- орден Отечественной войны 1-й степени (11.03.1985);
- медали.

## Память
- Имя на Стеле Героев в Кривом Роге.
- Портрет на Аллее Героев в городе Долинская Кировоградской области[1].